# Demonax longevittatus
Demonax longevittatus är en skalbaggsart som beskrevs av Dauber 2006. Demonax longevittatus ingår i släktet Demonax och familjen långhorningar. Inga underarter finns listade i Catalogue of Life.